# Diario di una vergine romana
Diario di una vergine romana, anche noto come Livia, una vergine per l'impero, è un film del 1973 diretto da Joe D'Amato.